# Bach vom Kohlberg
Der Bach vom Kohlberg ist ein rechter Nebenfluss des Rödelbachs im mittleren Unterharz.

## Verlauf
Der Bach entspringt auf 456 Meter Höhe zwischen Heiligenberg und Kohlberg in den Kohlbergswiesen. In der Folge windet der Bach sich nur leicht mäandrierend zwischen den beiden Bergen hindurch. Auf 418 m Höhe  wird der Bach vom Kohlberg vom Stollgraben angeschnitten und verliert damit den Großteil seines Wassers.
Der Bach mündet nach weniger als 1,5 km Lauflänge, nur rund einhundert Meter von der Stauwurzel des Maliniusteichs entfernt, rechtsseitig in den Rödelbach.

## Kohlberg
Der Bergname kommt im Unterharz mehrfach vor – der in Wanderführern gelegentlich erwähnte Kohlberg mit den Resten der Güntersburg ist rund sechs Kilometer entfernt. Im bei Straßberg liegenden, 456,2 Meter hohen, Kohlberg wurde Silber aus dem Kohlberger Zug (Grube Glückauf) abgebaut, der Wasserlösungsstollen ist die Heiligenbergsquelle.